# Exclave

C is een enclave in A en een exclave van B.

C is een exclave van B, maar het is geen enclave omdat C ook grenst aan D.

De Nederlandse en Belgische exclaves in Baarle-Nassau en Baarle-Hertog

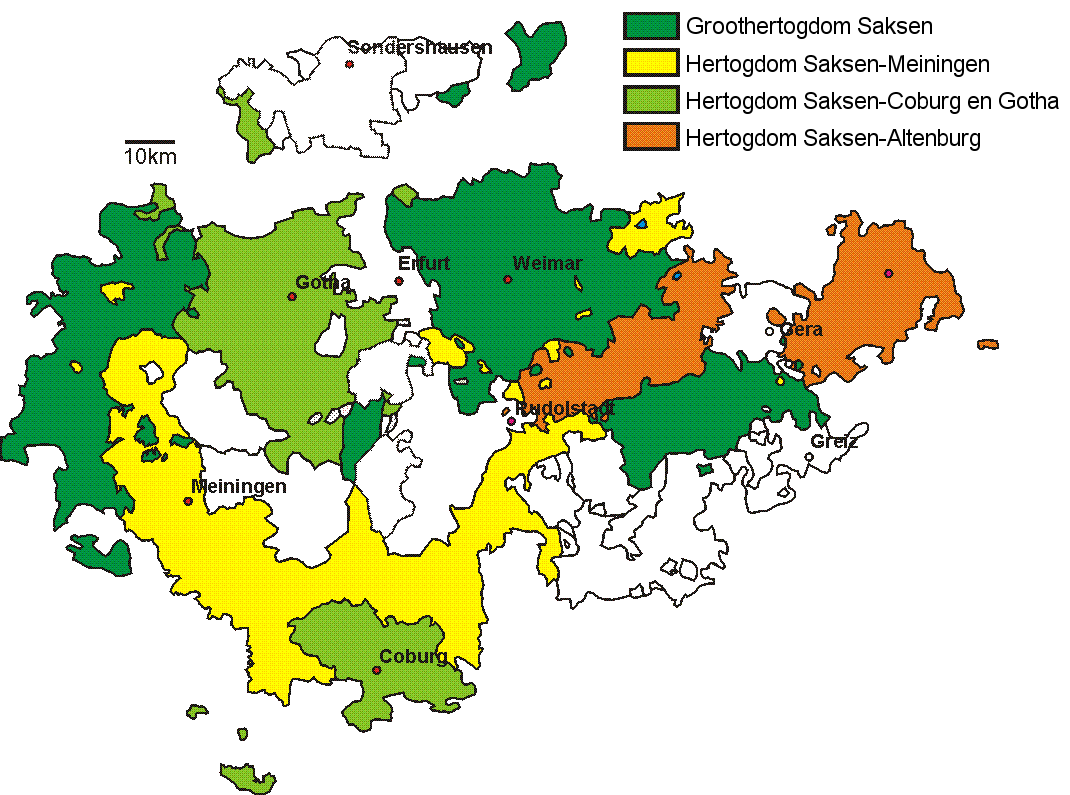
De verspreide bezittingen van de Ernestijnen in Thüringen met 7 grotere territoria, 12 exclaves en 21 enclaves. Aan deze bestuurlijke toestand kwam in 1920 een einde

Een exclave is een stuk land dat politiek gezien wel, maar geografisch gezien niet met het moederland is verbonden.
De term exclave refereert dus aan het land waar het gebied toe behoort, in tegenstelling tot de term enclave, waarbij wordt uitgegaan van het gebied waardoor het territorium wordt begrensd. Een exclave is vaak ook een enclave, maar dit is niet altijd het geval. Omgekeerd zijn ook niet alle enclaves een exclave: Lesotho is alleen een enclave, omdat het een onafhankelijk land is, volledig gelegen binnen de grenzen van Zuid-Afrika.
Een voorbeeld van een exclave is de op Nederlands grondgebied gelegen, Belgische gemeente Baarle-Hertog. In wezen is dit een lappendeken van kleine exclaves die allemaal door Nederlands grondgebied worden omsloten. Deze exclaves zijn ook enclaves. Een grote exclave is het Russische oblast Kaliningrad aan de Oostzee (dat geen enclave is, omdat het gebied door twee andere staten wordt begrensd en bovendien aan zee ligt). Andere bekende exclaves zijn de Spaanse steden Ceuta en Melilla op de kust van Marokko.
Een exclave kan ook een eiland zijn, in het geval het niet via de eigen territoriale wateren is te bereiken. Een voorbeeld van een dergelijke exclave is Likoma eiland: twee eilanden politiek behorend bij Malawi, maar volledig omsloten door de territoriale wateren van Mozambique.
80 procent van de exclaves tussen landen in de wereld werd ooit gevormd door de Cooch Beharexclaves.

## Bestaande exclaves

### Landen
- Alaska (van de Verenigde Staten)
- Artsvashen (van Armenië)
- Baarle-Hertog (van België)
- Baarle-Nassau (8 kleine exclaves van Nederland)
- Barxudarlı (van Azerbeidzjan)
- Büsingen (van Duitsland)
- Cabinda (van Angola)
- Campione d'Italia (van Italië)
- Ceuta (van Spanje)
- Doebki (van Rusland)
- Frans-Guyana (departement van Frankrijk)
- Gazastrook van Palestina
- Jangail (van Oezbekistan)
- Kaliningrad (van Rusland)
- Karki (van Azerbeidzjan)
- Llívia (van Spanje)
- Madha (van Oman)
- Melilla (van Spanje)
- Musandam (van Oman)
- Nachitsjevan (van Azerbeidzjan)
- Nahwa (van de Verenigde Arabische Emiraten)
- Oecussi-Ambeno (van Oost-Timor)
- Point Roberts (van de Verenigde Staten)
- Qalacha (van Oezbekistan)
- Sankovo-Medvezje (van Rusland)
- Soh (van Oezbekistan)
- Shohimardon (van Oezbekistan)
- Temburong (van Brunei)
- Tombe van Süleyman Shah (van Turkije)
- Vijf gebieden bij de Vennbahn (van Duitsland)
  - Münsterbildchen
  - Roetgener Wald en het westelijke deel van Lammersdorf
  - Rückschlag
  - Mützenich
  - Ruitzhof
- Voroech (van Tadzjikistan)
- Yuxarı Əskipara (van Azerbeidzjan)

### Gebieden

Het departement Rhône

- Arnaville, Bayonville-sur-Mad en Vandelainville (van het arrondissement Toul)
- Avenches (van het Zwitserse kanton Vaud)
- Boursies, Doignies en Mœuvres (van het Franse departement Nord)
- Stadtbremisches Überseehafengebiet Bremerhaven, een deel van de gemeente Bremen in Bremerhaven
- Broye (drie delen van het district; van het Zwitserse kanton Fribourg)
- Ca' Raffaello (van de Italiaanse regio Toscane)
- Céligny (van het Zwitserse kanton Genève)
- Chavres en een tweede, kleinere exclave (van de gemeente Vauciennes in het Franse departement Oise)
- Clavaleyres en Münchenwiler (van het Zwitserse kanton Bern)
- 2 Communautés de communes: Est lyonnais en Pays de l'Ozon (van het Franse departement Rhône)
- Jons (van het Franse departement Rhône en de Communauté de communes de l'Est lyonnais)
- Karaikal (van het Indiase territorium Puducherry)
- Kentucky Bend (van de Amerikaanse staat Kentucky)
- Komen-Waasten (van Wallonië)
- Oberegg (van Appenzell Innerrhoden)
- Oost-Tirol (van de Oostenrijkse deelstaat Tirol)
- Othe (van het Franse departement Meurthe-et-Moselle)
- Steinhof (van het Zwitserse kanton Solothurn)
- Valréas (van het Franse departement Vaucluse)
- Voeren (van Vlaanderen)
- Wallenbuch, in 2003 opgegaan in de gemeente Gurmels (van het Zwitserse kanton Fribourg)

### Gemeentelijke exclaves
Gemeentelijke exclaves zijn delen van een gemeente die niet te bereiken zijn vanuit het hoofddeel van de gemeente zonder de gemeentegrond te verlaten.

#### België
- Elsene, doorsneden door de Louizalaan, grondgebied van Brussel.
- Mesen
- Sint-Gillis, doorsneden door de Louizalaan van Brussel.

#### Duitsland
- Bremerhaven
- Helgoland (van de Kreis Pinneberg, omdat die zelf níet aan open zee grenst)
- Hamburg-Neuwerk (stadsdeel van het district Hamburg-Mitte dat de eilanden Neuwerk, Nigehörn en Scharhörn omvat)

Frankrijk
- Meillier-Fontaine van de gemeeten Nouzonville

#### Liechtenstein
- Gapfahl en Guschgfiel/Matta/Güschgle van Balzers
- Rheinau-Tentscha van Eschen
- Nendler-Berg van Gamprin
- Plankner Garselli, Plankner Neugrütt, Riet en Wes van Planken
- Brunnenegg, Gritsch en Guschg van Schaan
- Turna und Sareis van Triesenberg
- Dachsegg, Forst, Hintervalorsch, Pradamee-Hahnenspiel en Vaduzer Riet van Vaduz

#### Nederland
- Amsterdam-Zuidoost en Weesp, gemeente Amsterdam, hiervan afgesneden door onder andere de gemeenten Ouder-Amstel en Diemen.

#### Spanje
- Tremp, deze gemeente bestaat uit 5 afzonderlijke gebiedjes.

## Historische exclaves

### De Nederlanden
- Wehl was tot 1543 een exclave van de verenigde hertogdommen Gulik en Kleef in het graafschap later hertogdom Gelre. Van 1543 tot 1815 was de ambachtsheerlijkheid Wehl een exclave van Brandenburg-Pruisen in de Staatse provincie Gelderland.[1]
- Erkelenz was tot 1543 een exclave van het graafschap later hertogdom Gelre in de verenigde hertogdommen Gulik en Kleef. Na 1581 was Erkelenz een exclave van het Spaanse Gelre in het hertogdom Gulik.[1]
- Groenlo was in de middeleeuwen een Gelderse exclave die omsloten werd door de heerlijkheden Lichtenvoorde en Borculo.[2] De heerlijkheden Lichtenvoorde en Borculo waren lenen van het Prinsbisdom Münster binnen het Gelders/Zutphense gebied.

### Overige gebieden
- Calais, van Engeland
- Cooch Beharexclaves (92 exclaves van Bangladesh in India en 106 exclaves van India in Bangladesh tot 1 augustus 2015)
- Oost-Pruisen, van het Duitse Rijk (1918-1940)
- Warnemünde, van Rostock
- Ifni, van Spanje